# Оромо (страва)
Оромо (кирг. оромо; каз. орама; узб. ўрама — рулет) — борошняна страва киргизька та казахскої кухні; рулет із тіста з начинкою з дрібно нарізаного м'яса (іноді фаршу) та/або овочів (картопля, гарбуз та ін) приготований на пару в манті-каскані (мантоварці — спеціальній пароварці, що отримала свою назву від страви манти).

## Приготування
Тісто виготовляється з борошна, води та солі. З тіста розкочуються великі тонкі варениці, змащуються олією, посипаються фаршем і загортаються в рулет. Одержаний рулет кільцем укладають в манти-каскан і готують на парі.
До складу начинки оромо, в залежності від рецепту, входять: м'ясо, курдючний жир, картопля, гарбуз, зелень, крупа (насамперед рис), прянощі.